# همه‌چیز درباره تو (ترانه هیلاری داف)
«همه چیز درباره تو» ترانه‌ای است که توسط هیلاری داف خواننده آمریکایی خوانده شده است. که توسطکریستن لاندین و هیلاری داف و کارل فالک ترانه سرایی شده است.